# Parastigmatea
Parastigmatea är ett släkte av svampar. Parastigmatea ingår i familjen Polystomellaceae, klassen Dothideomycetes, divisionen sporsäcksvampar och riket svampar.
| Parastigmatea | \| \| Parastigmatea nervisita \| \| \| \| |
|               | \| \| Parastigmatea nervisita \| \| \| \| |
|               | Polystomella                              |
|               |                                           |
|               | Dothidella                                |
|               |                                           |
|               | Munkiella                                 |
|               |                                           |
|               | Parastigmatea nervisita                   |
|               |                                           |

|  | Parastigmatea nervisita |
|  |                         |